# La Famille (film, 1987)
Pour les articles homonymes, voir La Famille.
Pour plus de détails, voir Fiche technique et Distribution.
La Famille (titre original : La famiglia) est un film franco-italien réalisé par Ettore Scola, sorti en 1987.

## Synopsis
Une famille bourgeoise romaine dans son appartement acheté en 1904. Les générations vivent l'histoire de l'Italie, mais la caméra ne sort jamais de l'appartement.

## Fiche technique
- Titre original : La famiglia
- Réalisation : Ettore Scola
- Assistant-réalisateur : Roberta Colombo, Paola Scola
- Scénario : Ruggero Maccari, Furio Scarpelli, Ettore Scola
- Photographie : Ricardo Aronovitch
- Montage : Francesco Malvestito
- Musique : Armando Trovajoli
- Direction artistique : [[]]
- Décors : Ezio Di Monte
- Costumes : Gabriella Pescucci
- Son : Fabio Ancillai
- Producteur : Franco Committeri
- Société de production : Cinecittà,  Cinémax , Massfilm, Les Films Ariane , Rai 1
- Société de distribution : United International Pictures (UIP) (Italie), Acteurs Auteurs Associés (AAA) (France), Concorde Filmverleih (Allemagne de l'Ouest)
- Pays de production :  Italie,  France
- Langue de tournage : italien
- Tournage : du 9 juin 1986 à fin septembre 1986 aux studios de Cinecittà à Rome
- Format : Couleur (Cinecolor) — 35 mm — 1,85:1 — Son : Ultra Stereo
- Genre : Film dramatique
- Durée : 122 minutes (2 h 2)
- Dates de sortie :
  - Italie : 20 janvier 1987 (Florence, première) | 29 janvier 1987 (sortie nationale)
  - France : 16 mai 1987 (Festival de Cannes) | 19 août 1987 (sortie nationale)
  - Suisse : août 1987 (Festival international du film de Locarno)

## Distribution
- Vittorio Gassman (VF : Gabriel Cattand) : Carlo
- Fanny Ardant : Adriana
- Stefania Sandrelli : Beatrice
- Andrea Occhipinti : Carlo, jeune garçon
- Philippe Noiret : Jean Luc
- Carlo Dapporto : Giulio, adulte
- Massimo Dapporto : Giulio, enfant
- Sergio Castellitto : Carletto
- Ricky Tognazzi : Paolino
- Ottavia Piccolo : Adelina
- Athina Cenci : Tante Margherita
- Emanuele Lamaro : Carlo, enfant
- Cecilia Dazzi : Beatrice, enfant
- Jo Champa : Adriana, jeune fille
- Joska Versari : Giulio, enfant
- Alberto Gimignani :  Giulio, jeune garçon
- Dagmar Lassander : Marika
- Memè Perlini : Aristide
- Renzo Palmer

## Récompenses et distinctions

### Prix
- Prix David di Donatello 1987 :
  - Meilleur film
  - Meilleur réalisateur : Ettore Scola
  - Meilleur scénario : Ruggero Maccari, Furio Scarpelli, Ettore Scola
  - Meilleur acteur : Vittorio Gassman
  - Meilleur montage : Francesco Malvestito
- Prix Ruban d'argent 1987 :
  - Meilleur réalisateur : Ettore Scola
  - Meilleur producteur : Franco Committeri
  - Meilleure actrice : Fanny Ardant
  - Meilleure actrice dans un second rôle : Ottavia Piccolo
  - Meilleur scénario : Ruggero Maccari, Furio Scarpelli, Ettore Scola
  - Meilleure musique de film : Armando Trovajoli
- Prix Globes d'or 1987 :
  - Meilleur film
  - Meilleure actrice : Stefania Sandrelli
- Prix Ciak d'oro 1987 :
  - Meilleur film
  - Meilleur réalisateur : Ettore Scola
  - Meilleur acteur : Vittorio Gassman
  - Meilleure actrice dans un second rôle : Ottavia Piccolo
  - Meilleure acteur dans un second rôle : Carlo Dapporto et Massimo Dapporto
  - Meilleur producteur : Franco Committeri
  - Meilleur scénario : Ruggero Maccari, Furio Scarpelli, Ettore Scola
  - Meilleurs décors : Luciano Ricceri
  - Meilleur montage : Francesco Malvestito
  - Meilleurs costumes : Gabriella Pescucci
  - Meilleure musique de film : Armando Trovajoli

### Nominations
- Oscars 1988 : Nommé pour l'Oscar du meilleur film en langue étrangère

## Production
- Le tournage s'est déroulé du 9 juin 1986 à fin septembre 1986 aux studios de Cinecittà à Rome.